# Aretza
Aretza is een geslacht van rechtvleugeligen uit de familie veldsprinkhanen (Acrididae). De wetenschappelijke naam van dit geslacht is voor het eerst geldig gepubliceerd in 1921 door Sjöstedt.

## Soorten
Het geslacht Aretza omvat de volgende soorten:
- Aretza erythroptera Sjöstedt, 1921
- Aretza longicornis Sjöstedt, 1921